# Suore di Nostra Signora (Zagabria)
Le Suore di Nostra Signora, dette di Zagabria (in croato Družba Sestara Naše Gospe, Zagreb), sono un istituto religioso femminile di diritto pontificio.

## Storia
La congregazione si riallaccia direttamente a quella fondata nel 1833 a Neunburg vorm Wald da Karolina Gerhardinger.
Dopo la seconda guerra mondiale, le religiose della congregazione di Subotica rifugiatesi a Zagabria furono costituite in congregazione autonoma, riconosciuta come istituto di diritto pontificio con decreto della Santa Sede del 26 giugno 1946.

## Attività e diffusione
Le suore si dedicano all'insegnamento e al lavoro nelle parrocchie.
Oltre che in Croazia, sono presenti in Serbia; la sede generalizia è a Zagabria.
Alla fine del 2015 l'istituto contava 58 religiose in 10 case.